# Bulle (Fribourg)
Bulle er en kommune med 18.024 indbyggere (2009) i Gruyères distriktet i Kanton Fribourg i Schweiz. Bulle ligger i 771 m.o.h., omtrent 23 kilometer sydvestligt for kantonens hovedby Fribourg. Bulle omfatter også den tidligere uafhængige landsby og kommune La Tour-de-Trême. Bulles nabokommuner er Riaz, Echarlens, Morlon, Broc, Gruyères, Le Pâquier og Vuadens.